# 苏联内务部
蘇聯内务部是苏联部长会议下属的一个中央政府的部。前身为苏联内务人民委员部。苏联内务部不负责反间谍的秘密侦查部门（除了1953年3月撤销苏联国家安全部至1954年3月新成立苏联国家安全委员会之间的12个时间段内）。

## 历史
1946年3月15日，苏联内务人民委员部改称苏联内务部。
1947年1月，根据苏联部长会议的一项法令，苏联内务部的内务部队被转移到苏联国家安全部。 边防部队、护卫队和内务部保护工业设施和铁路的部队仍然隶属于苏联内务部。到1953年，生产和经济活动（建筑、地质勘探、采矿、林业等）的集中营、部门和企业仍留在内务部：
- 1947年8月，苏联部长会议通过了一项决议，将内务部下属的政府通信部和政府通信部队管理局移交给苏联国家安全部；
- 1948年3月13日，根据修订后的俄罗斯苏维埃联邦社会主义共和国宪法，成立俄罗斯苏维埃联邦社会主义共和国内务部。
- 1948年4月，苏联内务部下属的特别重要工业设施保护单位移交给苏联国家安全部；
- 1949年3月根据苏联部长会议的决议，内政部的三个特别部门被移交给苏联国家安全部，包括国家贵重物品储存库，在此基础上成立了苏联国家安全部特别部（Гохран）；
- 根据苏联部长会议1949年10月13日的决定，边防部队总局、军事建设局、边防部队的一部分、警察总局（刑事调查局、内务、警察局）被移交给苏联国家安全部；
- 1950年7月，苏联内务部的特别会议和行动侦察总局（打击土匪活动）移交给苏联国家安全部。

1953年3月斯大林去世后，3月5日苏共中央委员会、苏联部长会议和苏联最高苏维埃主席团联席会议决定将苏联国家安全部并入苏联内务部，1953年3月15日通过了相应的法律。贝利亚以苏联部长会议第一副主席身份兼任内务部长。采取了一系列措施，旨在缓和现有的惩罚性政策：
- 成立一系列侦察办案组重新审理、平反一大批冤假错案。50年代初的一系列重大案件（“医生案”、“明格勒案”）被审查并认定为伪造
- 内务部不再进行生产经营活动，把21个批经济、建设机构移交给其他部委
- 监狱与劳改营移交苏联司法部第一总局
- 请求苏联部长会议主席团重新审议一些原由内务部承担的基本建设项目的必要性
- 向苏共中央主席团提交报告建议大赦120万在押犯人，修改刑法以行政性和纪律性措施代替一些对社会影响轻微的犯罪。
- 苏联内政部和各部门部长向苏共中央主席团递交了《关于取消护照限制》和《关于限制苏联内政部特别会议权利》的备忘录。1953年4月4日内务部第68号法令明确禁止任何胁迫措施和对调查的身体影响。

1953年6月26日，谢尔盖·克鲁格洛夫再次被任命为苏联内政部长。
1953年9月1日，根据苏联最高苏维埃主席团的法令，废除了内务部长特别会议。
1954年1月21日，苏联司法部劳改营管理总局（GULAG）和儿童教养局（UDC）再次移交给苏联内政部。根据苏联内务部的数据，1954年4月1日劳改营有136万名囚犯，其中44.8万人因反革命罪被判处监禁，4万人因严重刑事犯罪被判处监禁。大约680000名囚犯中，近28%是25岁以下的年轻人。1954年2月10日，苏共中央主席团决定将国家安全机构从苏联内务部划归新组建的苏联国家安全委员会。
1960年1月13日，赫鲁晓夫签署苏联部长会议第48号决议《关于废除苏联内务部的措施》，其职权完全由各加盟共和国的内务部自主。同日苏联最高苏维埃主席团批准该决议。一并废除了苏联内务部所属部门机构：
- 民警总局(ГУМ)
- 监所总局（俄语：Главное управление мест заключения） (前古拉格)
- 消防总局（俄语：Главное управление пожарной охраны）
- 内务和护卫部队总局（俄语：Главное управление внутренних и конвойных войск）
- 军事供应总局（俄语：Главное управление военного снабжения）
- 人事局
- 院校局（俄语：Управление учебных заведений）
- ХОЗУ
- 财务和计划局（俄语：Финансово-плановое управление）
- 军事动员部（俄语：Военно-мобилизационный отдел）
- 第二特别部
- 少年教养部
- 首都建设部（俄语：Отдел детских колоний）
- 法制司（俄语：Отдел капитального строительства）
- 运输部（俄语：Юридический отдел）
- 总会计部（俄语：Отдел перевозок）
- 苏联内务部办公厅（俄语：Главную бухгалтерию и Секретариат МВД СССР）

第一特别部与第三特别部移交给俄罗斯苏维埃联邦社会主义共和国内务部。苏联内务部档案总局移交给苏联部长会议档案总局。
测绘和地图总局移交给苏联地质和土壤保护部。野外通讯部移交给苏联通信部。国家地方防空司令部移交给苏联国防部。苏联寻找与亲属失联人员部门移交给苏联红十字与红新月联合会执行委员会。护照部的登记、核发出国旅行和进入苏联的外国人签证的职能移交给苏联国家安全委员会。
1960年4月19日苏联部长会议主席团第14号会议记录：“考虑到苏联内务部的活动自1960年5月1日起终止。为了完成与苏联内务部解散有关的财产转移和失业职员的再就业工作，组建一个人数为70人的善后工作组，并在1960年6月15日截止日期前完成工作。批准切尔尼亚耶娃为负责人...”1960年5月7日，正式通过了废除苏联内务部的法律，其职能转交给各加盟共和国内务部。1960年8月11日，苏联内务部清理组组长切尔尼亚耶娃签发第429号命令：“1960年8月9日苏联部长会议第一副主席米高扬批复了我提交给苏联部长会议的报告，详细说明了清理苏联内务部的所有案件已经完成。据此，我下令清理苏联内务部的小组的工作于1960年8月15日完成。” 
1962年，各加盟共和国内务部改名为公共秩序保护部(Министерство охраны общественного порядка (МООП))。1966年7月26日，勃列日涅夫成立苏联公共秩序保护部，为“联盟-加盟共和国部”。1966年12月23日，撤销了俄罗斯苏维埃联邦社会主义共和国公共秩序保护部。1968年11月25日，恢复内务部名称。
勃列日涅夫去世后，总书记安德罗波夫撤销了尼古拉·阿尼西莫维奇·晓洛科夫的内务部长职务，任命克格勃主席维塔利·瓦西里耶维奇·费多尔丘克继任内务部长。随后晓洛科夫受到贪腐指控，开枪自杀。内务部第一副部长、勃列日涅夫的女婿尤里·米哈伊洛维奇·丘尔巴诺夫也因贪腐指控被捕长期羁押。
1989年10月27日重建俄罗斯苏维埃联邦社会主义共和国内务部。
八一九政变时，内务部长鲍里斯·卡尔洛维奇·普戈积极参与。政变失败后，普戈开枪自杀。

## 职能
内务部具有广泛职能：
- 刑事侦查局
- 民警局：巡逻工作
- 执行逮捕
- 签证与人口登记办公室：管理、发放苏联护照
- 维护公共秩序局：治安行政工作
- 反公开酗酒
- 监管假释与社区矫正
- 管理监狱与劳改营
- 消防管理
- 交通管理
- 打击侵占社会主义财产与投机局：经济犯罪侦查
- 内务部队

## 内务部所属教育与学术机构
- 苏联内务部学院（俄语：Академия управления МВД России），位于莫斯科
- 苏联内务部新西伯利亚高等军事指挥学校（俄语：Новосибирский военный институт войск национальной гвардии）
- 内务部队彼尔姆高等军事指挥学校
- 以“共青团成立六十周年”命名的内务部队列宁格勒高等政治学校（俄语：Санкт-Петербургский военный институт войск национальной гвардии）
- 以谢尔盖·基洛夫命名的奥尔忠尼启则内务部队高等军事指挥学校，2011年解散
- 以费利克斯·捷尔任斯基命名的内务部队萨拉托夫高等军事指挥学校（俄语：Саратовский военный институт войск национальной гвардии）
- 内务部队哈尔科夫高等军事后勤学校（俄语：Национальная академия Национальной гвардии Украины）
- 苏联内务部塔什干高等军事技术学校
- 苏联内务部民警研究所（俄语：Научно-исследовательский институт милиции МВД СССР）

- 苏联内务部高等消防工程学校（俄语：Академия государственной противопожарной службы МЧС России） 位于莫斯科
- 苏联内务部列宁格勒高等消防学校（俄语：Санкт-Петербургский университет ГПС МЧС России）
- 苏联内务部伊万诺沃消防技术学校
- 苏联内务部伊尔库茨克消防技术学校
- 苏联内务部斯维尔德洛夫斯克消防技术学校
- 苏联内务部利沃夫消防技术学校
- 苏联内务部哈尔科夫消防技术学校（俄语：Национальный университет гражданской защиты Украины）
- 苏联内务部切尔卡瑟消防技术学校
- 苏联内务部塔什干消防技术学校
- 苏联内务部阿拉木图消防技术学校

- 苏联内务部高等侦察学校（俄语：Волгоградская академия МВД России），位于伏尔加格勒
- 苏联内务部高等法律函授学校（俄语：Московский университет МВД России），位于莫斯科
- 苏联内务部高尔基高等民警学校（俄语：Нижегородская академия МВД России）
- 苏联内务部莫斯科高等学校（俄语：Московский университет МВД России）
- 苏联内务部鄂木斯克高等民警学校（俄语：Омская академия МВД России）
- 苏联内务部梁赞高等学校（俄语：Академия права и управления ФСИН）
- 苏联内务部秋明高等学校（俄语：Тюменский юридический институт МВД России）
- 苏联内务部乌法高等学校（俄语：Уфимский юридический институт МВД России）
- 苏联内务部哈巴罗夫斯克高等学校
- 苏联内务部基辅高等学校（俄语：Национальная академия внутренних дел Украины）
- 苏联内务部明斯克高等学校（俄语：Академия МВД Республики Беларусь）
- 苏联内务部塔什干高等学校
- 苏联内务部卡拉干达高等学校（俄语：Карагандинская академия МВД Республики Казахстан）

刑罚执行人员培训学校：
- 苏联内务部巴尔瑙尔指挥人员特别中等学校（俄语：Барнаульский юридический институт МВД России）
- 苏联内务部弗拉基米尔指挥人员特别中等学校
- 苏联内务部沃洛格达指挥人员特别中等学校
- 苏联内务部罗斯托夫指挥人员特别中等学校
- 苏联内务部利沃夫指挥人员特别中等学校
- 苏联内务部奇姆肯特指挥人员特别中等学校
- 以Y.Y.巴塔舒纳斯命名的苏联内务部维尔纽斯指挥人员特别中等学校

- 阿斯特拉罕民警特别中等学校
- 别尔哥罗德民警特别中等学校
- 布良斯克民警特别中等学校
- 沃罗涅日民警特别中等学校
- 耶拉布加民警特别中等学校
- 加里宁格勒民警特别中等学校（俄语：Калининградский юридический институт МВД России）
- 克拉斯诺达尔民警特别中等学校
- 克拉斯诺亚尔斯克民警特别中等学校
- 列宁格勒民警特别中等学校
- 莫斯科民警特别中等学校
- 下塔吉尔民警特别中等学校
- 新西伯利亚民警特别中等学校
- 赤塔民警特别中等学校
- 奥廖尔民警特别中等学校（俄语：Орловский юридический институт МВД России）（俗称——交通警察学校）
- 第聂伯罗彼得罗夫斯克民警特别中等学校
- 顿涅茨克民警特别中等学校
- 伊万诺-弗兰科夫斯克民警特别中等学校
- 利沃夫民警特别中等学校
- 敖德萨民警特别中等学校
- 赫尔松民警特别中等学校
- 明斯克民警特别中等学校
- 莫吉廖夫民警特别中等学校（俄语：Могилёвский институт МВД）（交通运输）
- 阿拉木图民警特别中等学校（俄语：Алматинская академия МВД Республики Казахстан）
- 以里扎耶娃命名的巴库民警特别中等学校
- 考纳斯民警特别中等学校
- 基希讷乌民警特别中等学校
- 里加民警特别中等学校
- 伏龙芝民警特别中等学校
- 杜尚别民警特别中等学校
- 阿什哈巴德民警特别中等学校
- 塔什干民警特别中等学校
- 塔林民警特别中等学校

## 历任部长
来源:
- 谢尔盖·尼基福罗维奇·克鲁格洛夫 (1946-01-04 – 1953-03-13)
- 贝利亚 (1953-03-13 – 1953-07-26)
- 谢尔盖·尼基福罗维奇·克鲁格洛夫 (1953-07-10 – 1956-02-01)
- 尼古拉·帕夫洛维奇·杜多罗夫 (1956-02-01 – 1960-01-13)
- 尼古拉·阿尼西莫维奇·晓洛科夫 (1966-09-17 – 1982-12-17)
- 维塔利·瓦西里耶维奇·费多尔丘克 (1982-12-17– 1986-01-05)
- 亚历山大·弗拉基米罗维奇·弗拉索夫 (1986-01-05 – 1988-10-20)
- 瓦季姆·维克托罗维奇·巴卡京 (1988-10-20 – 1990-12-02)
- 鲍里斯·卡尔洛维奇·普戈 (1990-12-02 – 1991-08-22)
- 维克托·帕夫洛维奇·巴兰尼科夫 (1991-08-23 – 1991-12-19)

## 延伸閲讀
- Nation, R. C. (2018). Black Earth, Red Star: A History of Soviet Security Policy, 1917-1991. Ithaca, NY: Cornell University Press.[1][2]

1. ↑  Katz, Mark N. . Slavic Review. 1994, 53 (2): 610. JSTOR 2501355. doi:10.2307/2501355.
2. ↑  Kaufman, Stuart. . Russian History. 1993, 20 (1/4): 377–378. JSTOR 24657366. doi:10.1163/187633193X00847.